# Vrolijkheidia
Vrolijkheidia là một chi rêu trong họ Pottiaceae.